# Badr Salem Nayef
Badr Salem Nayef –nacido como Petar Tanev, en búlgaro, Петър Танев– (29 de septiembre de 1972) es un deportista búlgaro nacionalizado catarí que compitió en halterofilia.
Ganó dos medallas en el Campeonato Mundial de Halterofilia, oro en 1999 y plata en 1998, y una medalla de oro en el Campeonato Europeo de Halterofilia de 1999.

## Palmarés internacional
| Representando a Bulgaria |                    |                  |           |
| Campeonato Mundial       |                    |                  |           |
| Año                      | Lugar              | Medalla          | Categoría |
| 1998                     | Lahti (Finlandia)  | Medalla de plata | 77 kg     |
| Campeonato Europeo       |                    |                  |           |
| Año                      | Lugar              | Medalla          | Categoría |
| 1999                     | La Coruña (España) | Medalla de oro   | 77 kg     |
| Representando a España   |                    |                  |           |
| Campeonato Mundial       |                    |                  |           |
| Año                      | Lugar              | Medalla          | Categoría |
| 1999                     | Atenas (Grecia)    | Medalla de oro   | 77 kg     |